# ديفيد جونز (حارس مرمى بريطاني)
دايفيد جونز (بالإنجليزية: David Jones)‏ (3 مارس 1935 في المملكة المتحدة - 3 يوليو 2014 في المملكة المتحدة) هو لاعب كرة قدم بريطاني في مركز حراسة المرمى. لعب مع سوانزي سيتي ويوفل تاون.

## وصلات خارجية
- دايفيد جونز على موقع قاعدة بيانات كرة القدم.إي يو (الإنجليزية)